# Santa Magdalena del Vilar
Santa Magdalena del Vilar és una capella romànica de Lladurs (Solsonès) protegida com a Bé Cultural d'Interès Local.

## Descripció
Es tracta d'una capella romànica adossada entremig de dos coberts de la masia de Vilà situada entre camps de conreu i bosc, a la població de Timoneda de Lladurs. La capella és d'una nau de planta rectangular amb coberta a doble vessant amb el carener paral·lel a la façana principal. El parament és de carreus disposats en filades i units amb morter i presenta restes d'arrebossat. Destaca el portal d'entrada d'arc de mig punt adovellat amb brancals de pedra ben escairada. La façana lateral de ponent que comparteix amb el cobert adjunt està coronada amb un campanar d'espadanya d'un sol ull.

## Història
Hi ha referències documentals d'aquesta capella l'any 1094 quan és donada, a més d'altres possessions, a l'església de Santa Maria de Solsona. D'origen romànic va ser transformada completament durant el primer terç del segle xviii.